# Mazon (Illinois)
Mazon es una villa ubicada en el condado de Grundy en el estado estadounidense de Illinois. En el Censo de 2010 tenía una población de 1015 habitantes y una densidad poblacional de 657,54 personas por km².

## Geografía
Mazon se encuentra ubicada en las coordenadas 41°14′29″N 88°25′23″O / 41.24139, -88.42306. Según la Oficina del Censo de los Estados Unidos, Mazon tiene una superficie total de 1,54 km², de la cual 1,53 km² corresponden a tierra firme y (1,01%) 0,02 km² es agua.

## Demografía
Según el censo de 2010, había 1015 personas residiendo en Mazon. La densidad de población era de 657,54 hab./km². De los 1015 habitantes, Mazon estaba compuesto por el 96,06% blancos, el 0,89% eran afroamericanos, el 0,39% eran amerindios, el 0,1% eran asiáticos, el 0% eran isleños del Pacífico, el 2,07% eran de otras razas y el 0,49% pertenecían a dos o más razas. Del total de la población el 5,02% eran hispanos o latinos de cualquier raza.